# Terre cuite
Pour les articles homonymes, voir Cuite.

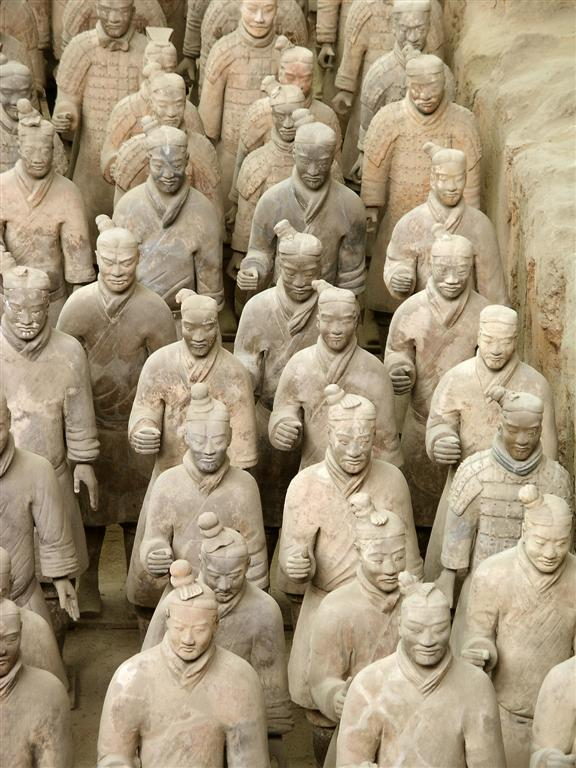
Armée de terre cuite du mausolée de l'empereur Qin. IIIe siècle avant notre ère

La terre cuite est un matériau céramique obtenu par la cuisson de l'argile. Elle est utilisée pour réaliser des poteries, des sculptures et pour la fabrication de matériaux de construction, briques, tuiles ou carreaux.
Aujourd'hui, la locution « terre cuite » désigne généralement une céramique poreuse (particulièrement au Québec), par opposition au grès ou à la porcelaine qui sont des terres cuites vitrifiées à la porosité négligeable. L'expression « terre cuite » désigne également par métonymie une statuette réalisée dans cette matière brute sans autre apprêt.
La résistance de la terre cuite est fonction de sa composition et de sa température de cuisson. On peut donc rencontrer, notamment dans les pays chauds et humides d'Asie, des pavés en terre cuite au sol sur lesquels se sont progressivement imprimées des empreintes.

## Poterie et sculptures
Sous des climats très secs, comme dans les oasis du Xinjiang, ou dans des lieux maintenus à l'abri de l'humidité, comme à l'époque de Nara au Japon, dans les bâtiments bouddhistes, ou dans des ateliers d'artistes occidentaux la terre crue, ou terre sèche, a longtemps été retenue pour certaines sculptures. Mais elle reste très fragile.
Les tout premiers objets de terre cuite datent du Paléolithique supérieur : il s'agit notamment d'objets cultuels non utilitaires tels que des Vénus du Gravettien ou des figurines animales dans l'Ibéromaurusien. À partir du Néolithique, avec leur sédentarisation, les hommes ont fabriqué des cruches, des plats, des urnes en argile cuite sous un feu de bois, en plein air. Cette pratique reste coutumière en Afrique. L'usage du four à bois, avec toutes ses variantes, s'est néanmoins répandu dans une majorité de cultures. Au cours des Ve et IVe millénaire av. J.-C., la terre cuite fait son apparition au nord des Alpes alors qu'il est déjà généralisé dans tout le Proche-Orient.
La terre cuite fut également utilisée pour réaliser des statues, par exemple, les figurines en terre cuite grecques ou l'armée de terre cuite de l'empereur Qin (Xi'an, Chine).
Cette technique fut par ailleurs largement répandue chez les artistes du XVIIe au XIXe siècle comme Falconet, Houdon, Clodion Carpeaux et tant d'autres.

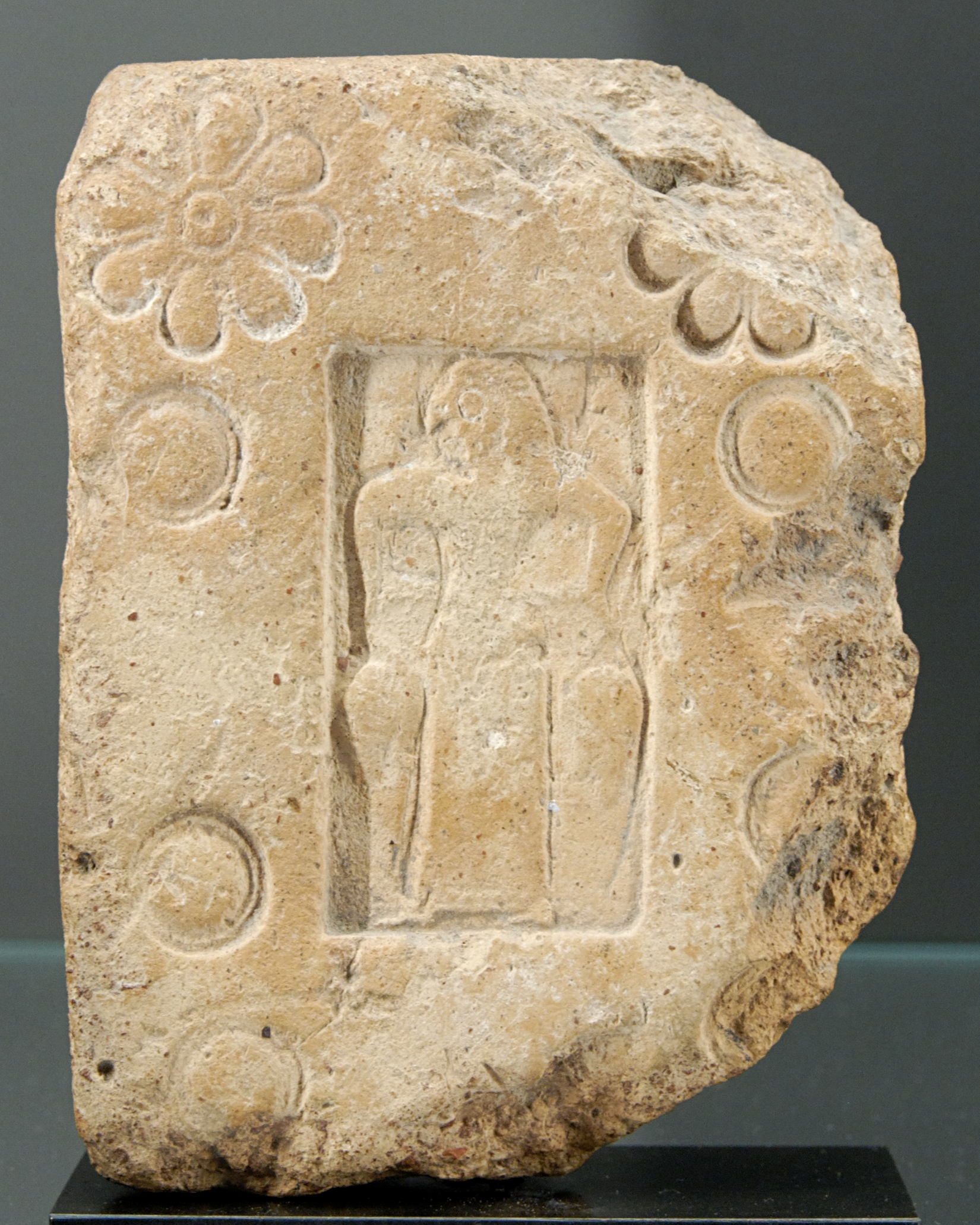
Brique estampée : Potnia Theron (maîtresse des animaux). Terre cuite estampée, vers 670 av. J.-C. Provenance : Mycènes. Louvre.
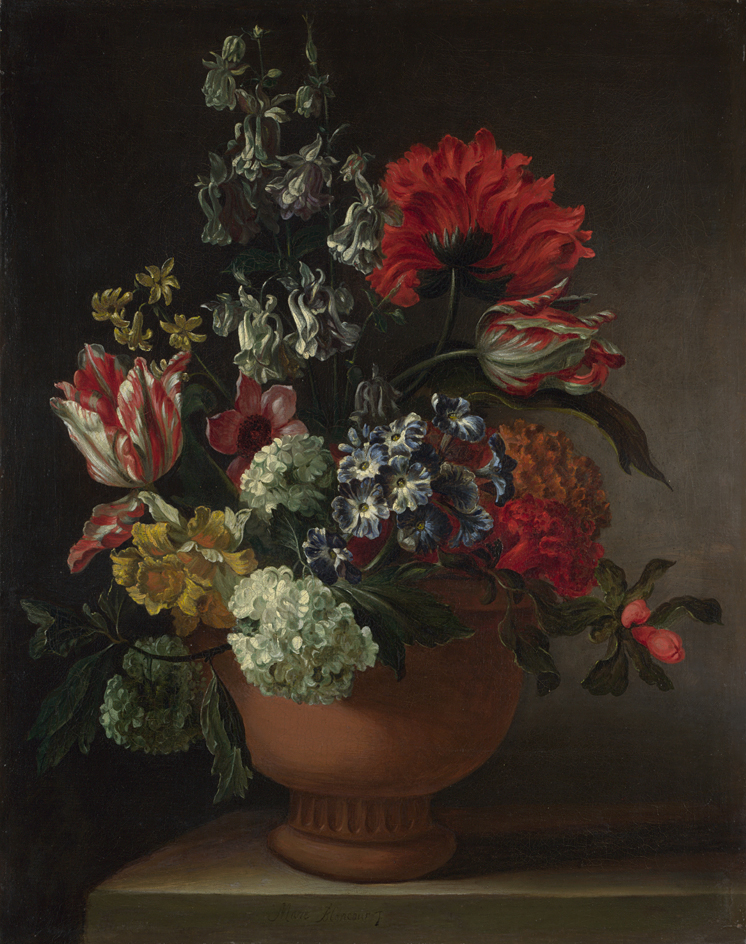
Fleurs dans un vase en terre cuite, Marie Blancour, National Gallery (Londres)
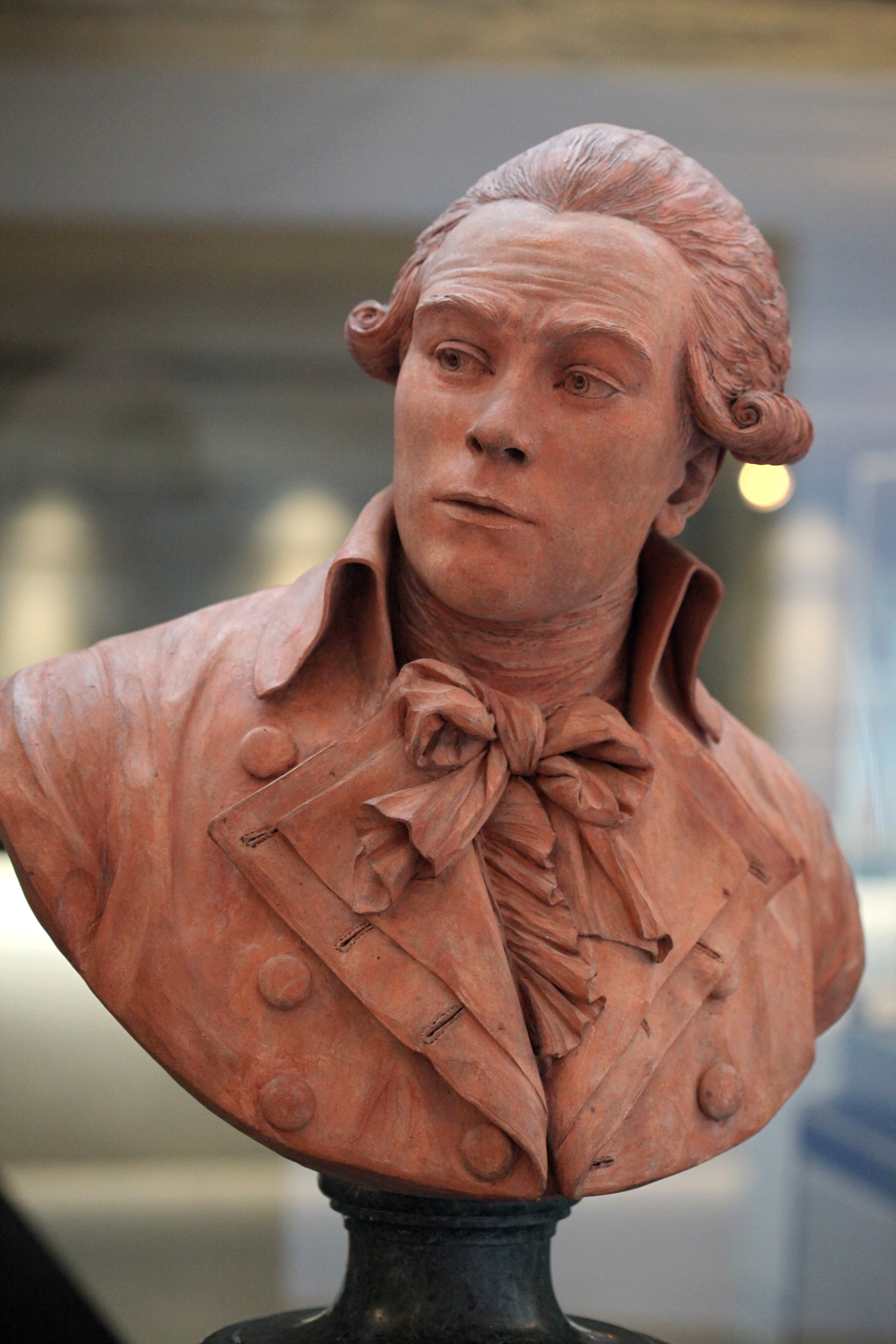
Maximilien Robespierre, buste en terre sèche par Claude-André Deseine, 1791, (musée de la Révolution française).
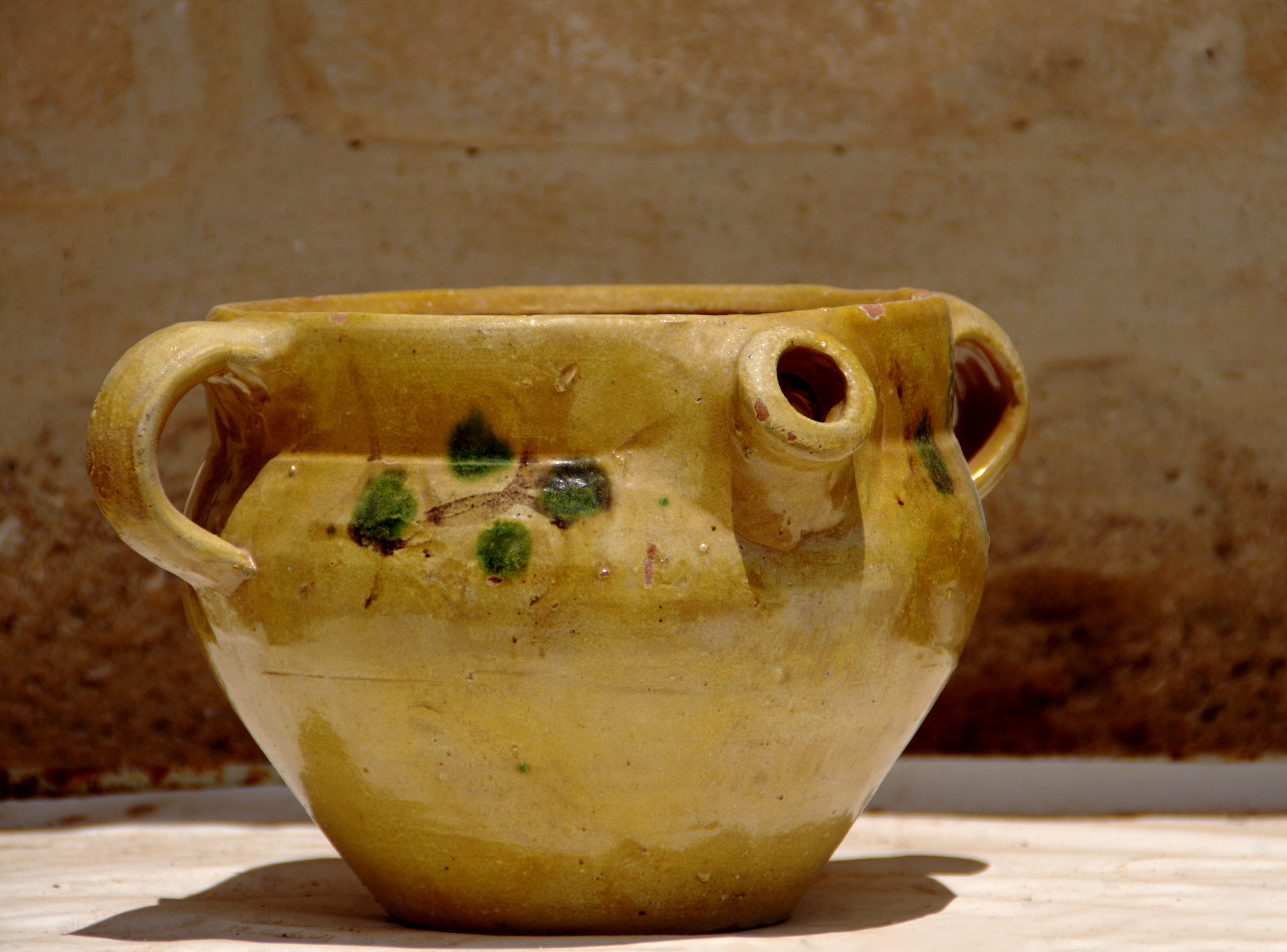
Pot en terre cuite pour l'huile d'olive en mai 2013.

## Matériau de construction

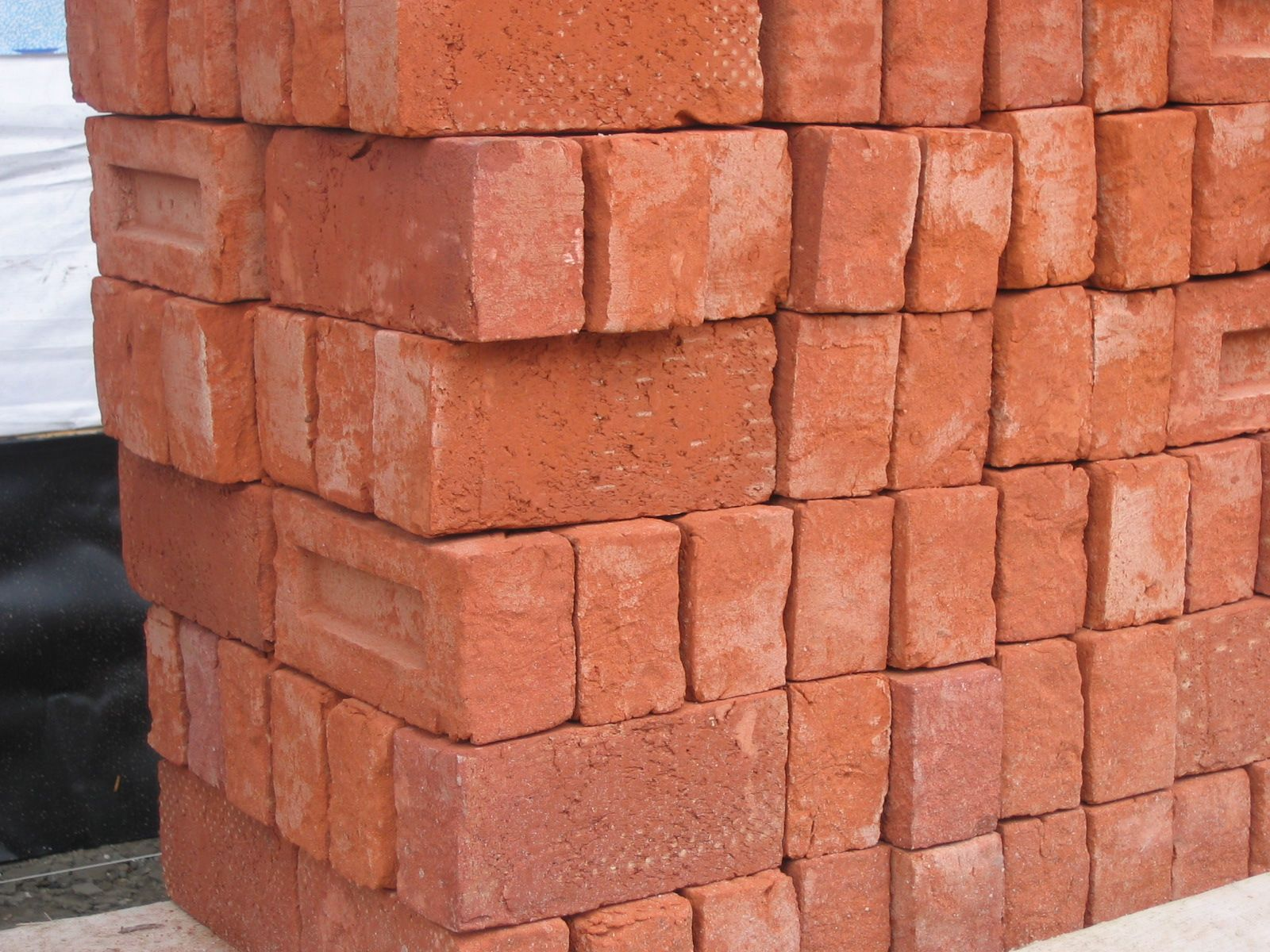
Briques industrielles en terre cuite.

La terre cuite est l'un des plus anciens matériaux artificiels de construction.
Après avoir connu un grand essor durant la civilisation romaine, la terre cuite subit une longue éclipse à partir de l'effondrement du système économique et politique romain, pour ne réapparaître qu'à l'époque romane. Après la révolution industrielle, la terre cuite, à travers ses multiples dérivés (briques, tuiles, boisseaux, , etc.) devient le principal matériau utilisé pour la construction des bâtiments.
En France, un centre de recherche est voué à ce matériau de construction, le CTMNC.
Le savoir-faire et l'usage constructif de la terre cuite ont été inscrits à l'Inventaire du patrimoine culturel immatériel en France en 2019.